# أبيديوناس
أبيديون (Απιδεών) هي مدينة في أهيا في مقاطعة كينتريكي إلادا في اليونان.
يبلغ عدد سكانها حوالي 851 نسمة.